# 梅森坎普
梅森坎普是德国下萨克森州的一个市镇。总面积6.78平方公里，总人口752人，其中男性376人，女性376人（2011年12月31日），人口密度111人/平方公里。